# Calliopsis larreae
Calliopsis larreae är en biart som först beskrevs av Timberlake 1952.  Calliopsis larreae ingår i släktet Calliopsis och familjen grävbin. Inga underarter finns listade.